# Afrikaanse slangenhalsvogel
De Afrikaanse slangenhalsvogel (Anhinga rufa) is een vogel uit de orde van de Suliformes en de familie van de slangenhalsvogels. Het is een visetende vogel van zoet en brak water.

## Beschrijving
De vogel heeft een lengte van 80 cm. Slangenhalsvogels lijken op aalscholvers maar ze verschillen daarvan door hun scherpe, dunne snavel, een lange, reigerachtige nek, een ander verenkleed en een langere staart. Het mannetje van de Afrikaanse slangenhalsvogel is een donker gekleurde vogel met een kastanjekleurige nek waardoor in de lengte een witte streep loopt die eindigt in een witte vlek rond het oog. Onvolwassen vogels en het vrouwtje zijn meer grijs gekleurd en hebben een vaalbruine borst en buik.
Hij is nauw verwant aan de Indische slangenhalsvogel (Anhinga melanogaster) en werd vroeger wel als ondersoort A. m. rufa beschouwd.

## Verspreiding en leefgebied
De Afrikaanse slangenhalsvogel leeft in een groot deel van Afrika ten zuiden van de Sahara. De vogels leven in de buurt van zoet en brak water, en vertoeven graag op in het water gevallen boomstammen. De vogel broedt vaak in kolonies met reigers en aalscholvers.
De soort telt drie ondersoorten:
- A. r. rufa: Afrika bezuiden de Sahara.
- A. r. vulsini: Madagaskar.
- A. r. chantrei: zuidoostelijk Irak.

## Status
De Afrikaanse slangenhalsvogel heeft een groot verspreidingsgebied en daardoor alleen al is de kans op uitsterven gering. De grootte van de populatie is in 2016 geschat op 25-127 duizend individuen. Plaatselijk zijn er grote fluctuaties in de aantallen broedparen per jaar en er is aanleiding te veronderstellen dat de soort in aantal achteruit gaat. Het tempo van de achteruitgang ligt waarschijnlijk onder de 30% in tien jaar (minder dan 3,5% per jaar). Om deze redenen staat deze slangenhalsvogel als niet bedreigd op de Rode Lijst van de IUCN.